# Strobilanthes polystachya
Strobilanthes polystachya är en akantusväxtart som beskrevs av Raymond Benoist. Strobilanthes polystachya ingår i släktet Strobilanthes och familjen akantusväxter. Inga underarter finns listade i Catalogue of Life.